# Invincible (film 2001)
Invincible è un film per la televisione del 2001 diretto da Jefery Levy e interpretato da Billy Zane.